# Hisayoshi Takeda
Hisayoshi Takeda (1883 - 1972) fue un profesor, botánico, pteridólogo, algólogo, traductor y explorador japonés. Precozmente, luego de su estudios secundarios, Takeda funda la "Sociedad de Historia natural de Japón", con varios de sus compañeros estudiantes. Y en 1905, Takeda es miembro fundador de la "Club Alpino de Japón", siendo un infatigable escalador de montes, y explorador botánico.
Takeda nació en la prefectura de Tokio, como el segundo hijo del diplomático británico Sir Ernest Satow y su esposa de hecho, Takeda Kane. Entre 1910 y 1916, Takeda estudia botánica en Inglaterra, primero en Kew y luego en Birmingham. A su regreso a la patria, ayuda a la formación académica de las Universidades de Kioto, Kyushu y de Hokkaido.

## Algunas publicaciones
- 1910. New or noteworthy plants. Gardeners Chronicle 48 : 366 fig. 153. Reimpreso en 1913: Feddes Repert. 12, 319-320

### Como traductor
- Okabe, M. 1940. "Investigation of the medicinal plants found on the Palau islands, their virtues and popular remedies." Bulletin of Tropical Industry, Palau 5 Tokyo (tradujo Hisayoshi Takeda, diciembre 1952)

### Libros
- 1938. Alpine flowers of Japan, descriptions of one hundred select species together with cultural methods. Ed. The Sanseido Co. Ltd. Tokyo. xiii, 31, [1] 11 pp.
- 1959. Alpine flora of Japan in colour (título en japonés & en inglés; texto en japonés y nomenclatura en latín). Ed. Hoikusha, Osaka. 109 pp. (2.ª ed. en 1960)
- 1971. Robō no sekibutsu (folclore, temas religiosos y culturales). Ed. Dai Ichi Hōki Shuppan, Tokio. 257 pp.
- 1971. Meiji no yamatabi (plantas de montaña). Ed. Sōbunsha. Tokio. 276 pp.
- 1975. Alpine Flora of Japan in Colours. Vol. II 2. Ed. Japan Hoikuska Publ. Co. 118 pp. + 28 ilust.

## Honores
En el Mini Oze Park de la ciudad de Fukushima, el segundo nivel del edificio central del Parque posee un "Hall memorial" dedicado al Dr. Hisayoshi Takeda.

### Epónimos
| - (Asteraceae) Senecio takedanus Kitam. - (Asteraceae) Tephroseris takedana (Kitam.) Holub - (Campanulaceae) Adenophora takedai Makino - (Dipteridaceae) Phymatodes takedai Nakai - (Gentianaceae) Gentianella takedai (Kitag.) Satake | - (Poaceae) Festuca takedana Ohwi - (Polypodiaceae) Microsorum takedai (Nakai) H.Ito - (Polypodiaceae) Polypodium takedai (Nakai) C.Chr. - (Primulaceae) Primula takedana Tatew. - (Urticaceae) Urtica takedana Ohwi |

- La abreviatura «Takeda» se emplea para indicar a Hisayoshi Takeda como autoridad en la descripción y clasificación científica de los vegetales.[12]